# Argumentum ad hominem
Argumentum ad hominem (Latijn voor "argument op de mens"), ook in verkorte vorm als ad hominem, is een poging om, al dan niet middels een drogreden, een opponent in diskrediet te brengen. Als voetbalterm: op de man spelen (in plaats van op de bal). Het is een oneigenlijke tegenwerping die betrekking heeft op de persoon die een bewering doet, niet op de bewering zelf. 
Er zijn verschillende vormen van ad hominem. Wanneer een argumentum ad hominem betrekking heeft op een vrouw, wordt wel de term argumentum ad mulierem of argumentum ad feminam gebruikt. Het gaat dan om het toepassen van vooroordelen over vrouwen in het algemeen op de opponent als vrouw, om niet op het argument zelf in te hoeven gaan.

## Betekenis
De term werd door John Locke gebruikt in zijn werk An essay concerning human understanding (1690). Hij zag een 'argumentum ad hominem' echter niet als drogreden, maar als term om aan te geven dat er een inconsequentie zat in de argumenten die door de discussiepartner waren aangedragen.
De betekenissen van 'ad hominem' en ad rem zijn echter in de loop der tijden verwaterd.
In Nederland en Vlaanderen wordt ook de uitdrukking 'op de man spelen' wel gebruikt. Deze term is afkomstig uit het voetbal, als een voetballer geen tackle uitvoert op de bal maar op de tegenspeler.

## Argumentatieschema
Het argumentatieschema is als volgt:
1. Persoon A doet bewering 'X'.
2. Er is iets mis met persoon A.
3. Dus bewering 'X' is niet serieus te nemen.

## Indeling
Er is geen eenduidige indeling van typen ad hominem-argumenten, maar er is grofweg een volgende onderverdeling te maken:
- Een directe persoonlijke aanval, waarbij persoon A direct wordt aangevallen op diens eigenschappen.[6]  Zonder inhoudelijk te worden, wordt getwijfeld aan de autoriteit van de persoon en wordt deze bijvoorbeeld voor 'onberekenbaar', 'oneerlijk' of 'te onervaren' uitgemaakt. In de rechtspraak kan het een geoorloofd onderdeel zijn van een juridisch betoog.[7]
- Een indirecte persoonlijke aanval, waarbij persoon A belanghebbende motieven worden aangewreven. Diens argumenten zouden niet serieus genomen hoeven te worden, omdat diegene bevooroordeeld zou zijn.
- Een andere vorm van een indirecte persoonlijke aanval is persoon A in diskrediet brengen door diegene in verband te brengen met een derde persoon met een ongunstige reputatie en persoon A zo (zonder bewijs) te associëren met de ongunstige reputatie van die derde persoon. In het Engels wordt daarvoor de term "guilt by association" gebruikt (schuldig door associatie). Deze vorm wordt wel gebruikt in de politiek, om een schandaal rond een tegenstander uit te lokken en zo diens positie onhoudbaar te maken.
- Een tu quoque of jij-bak, waarbij persoon A vanwege (al dan niet vermeende) schijnheiligheid gediskwalificeerd zou moeten worden.